# Väderstad
Väderstad is een plaats in de gemeente Mjölby in het landschap Östergötland en de provincie Östergötlands län in Zweden. De plaats heeft 595 inwoners (2005) en een oppervlakte van 87 hectare.

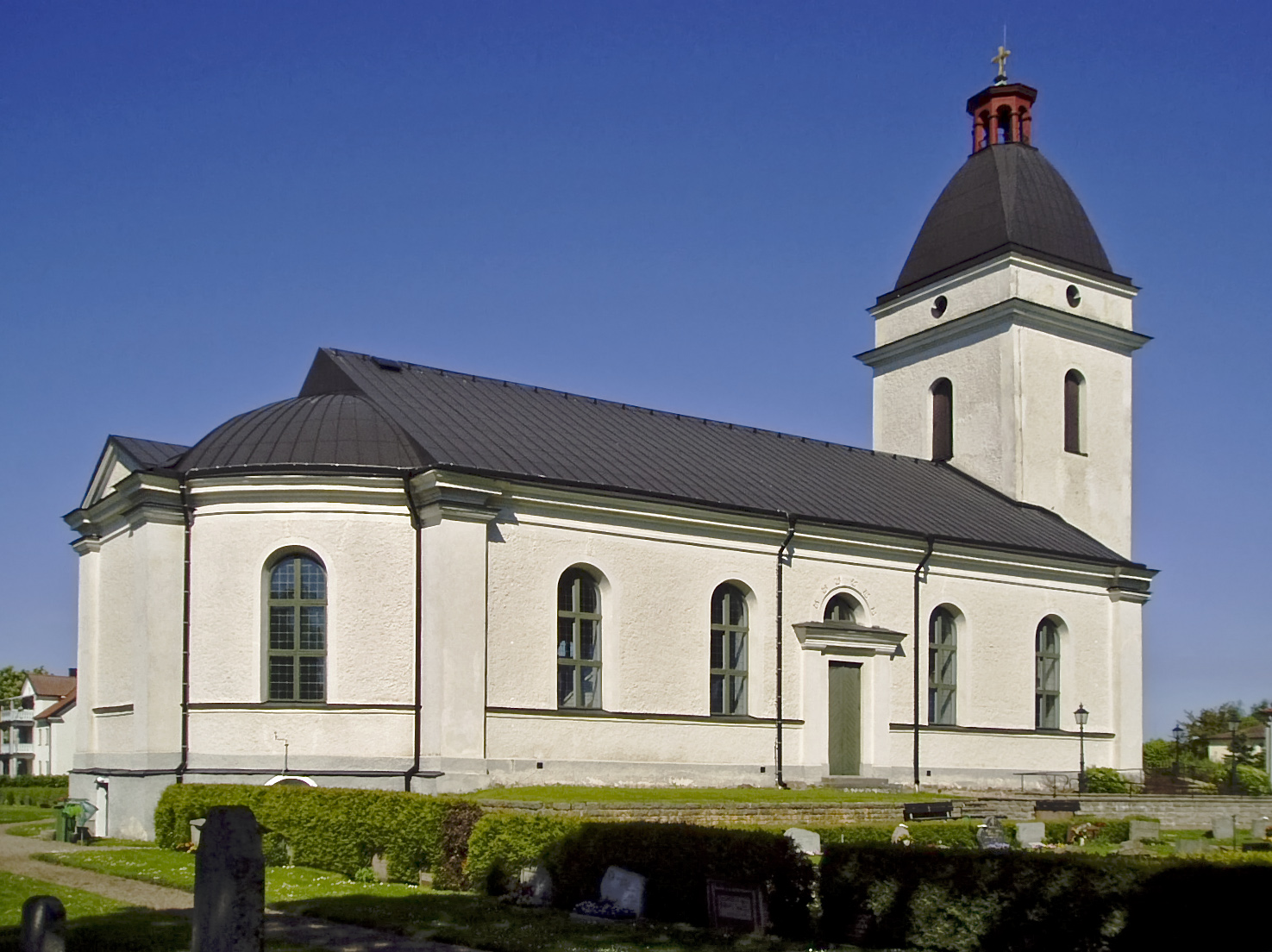
Väderstads kyrka